# Haraucourt (Meurthe-et-Moselle)
Haraucourt ist eine französische Gemeinde mit 732 Einwohnern (Stand 1. Januar 2022) im Département Meurthe-et-Moselle in der Region Grand Est (bis 2015 Lothringen).

## Geografie
Haraucourt liegt auf einer Hochebene rechts des Sânon, etwa auf halbem Wege zwischen Nancy und Lunéville. Die Fließgewässer im Gemeindegebiet entwässern zur Roanne, die an der nördlichen Gemeindegrenze verläuft. Umgeben wird Haraucourt von den Nachbargemeinden  Buissoncourt im Nordwesten und Norden, Gellenoncourt im Nordosten, Drouville im Osten, Crévic im Südosten, Sommerviller und Dombasle-sur-Meurthe im Süden sowie Varangéville im Südwesten. Eine kleine Exklave von Haraucourt befindet sich westlich  der Hauptsiedlung zwischen den Gemeinden Buissoncourt, Varangéville und Lenoncourt.

## Geschichte
Die Gegend ist nachweislich seit 3000 Jahren (Eisenzeit) besiedelt, möglicherweise auch schon davor (Bronzezeit). Zeugen dieser frühen Periode sind die Tumuli der Nekropole im Nachbarort Crévic.
Aus gallo-römischer Zeit sind zahlreiche Funde bekannt. Der Name des Ortes leitet sich wahrscheinlich vom fränkischen Namen Harald ab. Der zweite Namensteil geht auf das lateinische "Curtis", d. h. "Hofgut", zurück.
Im Mittelalter hatten die Herren von Haraucourt fünf Jahrhunderte lang maßgeblichen Einfluss auf die regionale Geschichte. Die Familie wird zu den vier großen Rittergeschlechtern Lothringens gezählt. Der romanische Turm auf dem Friedhof ist der letzte Überrest der mittelalterlichen Bebauung. Er war Teil der ersten steinernen Kirche aus dem 12. Jahrhundert.
Nach dem Dreißigjährigen Krieg (1618–1648) zählte der Ort nur noch sieben Feuerstellen (Haushalte). Im Ersten Weltkrieg wurde Haraucourt 1914 größtenteils zerstört.

### Bevölkerungsentwicklung
| Jahr      | 1962 | 1968 | 1975 | 1982 | 1990 | 1999 | 2007 | 2019 |
| Einwohner | 465  | 490  | 503  | 549  | 636  | 644  | 665  | 735  |

## Sehenswürdigkeiten
- Romanischer Turm der ehemaligen Kirche Saint Epvre aus dem 12. Jahrhundert (auf dem Friedhof)
- Grundmauern des Schlosses, das 1914 zerstört wurde
- Kirche Saint Epvre aus dem 16. Jahrhundert
- Maison du Sel (Salzmuseum)
- Aussicht auf das Tal der Roanne (vom nahen Hügel)

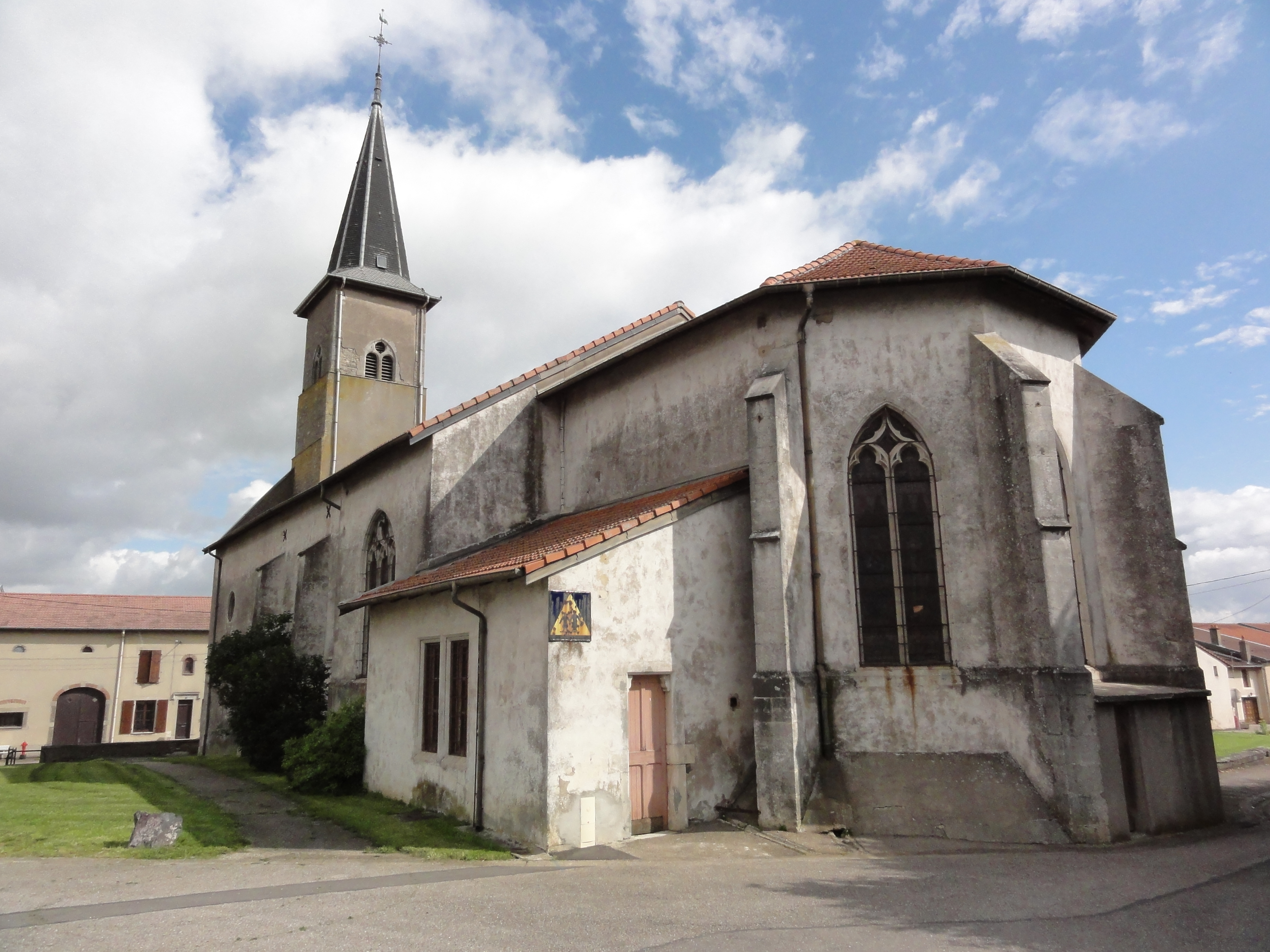
Kirche Saint-Epvre
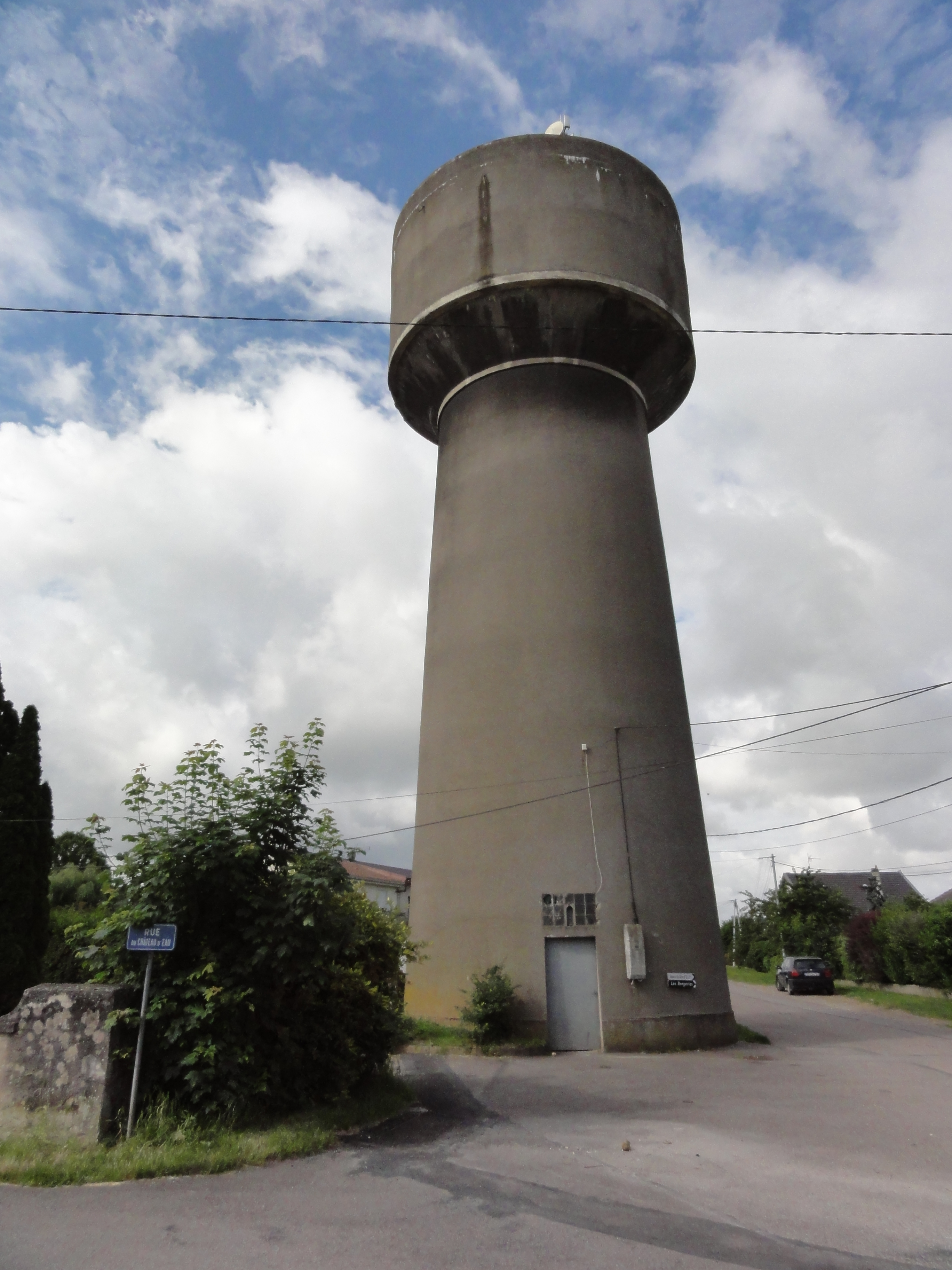
Wasserturm
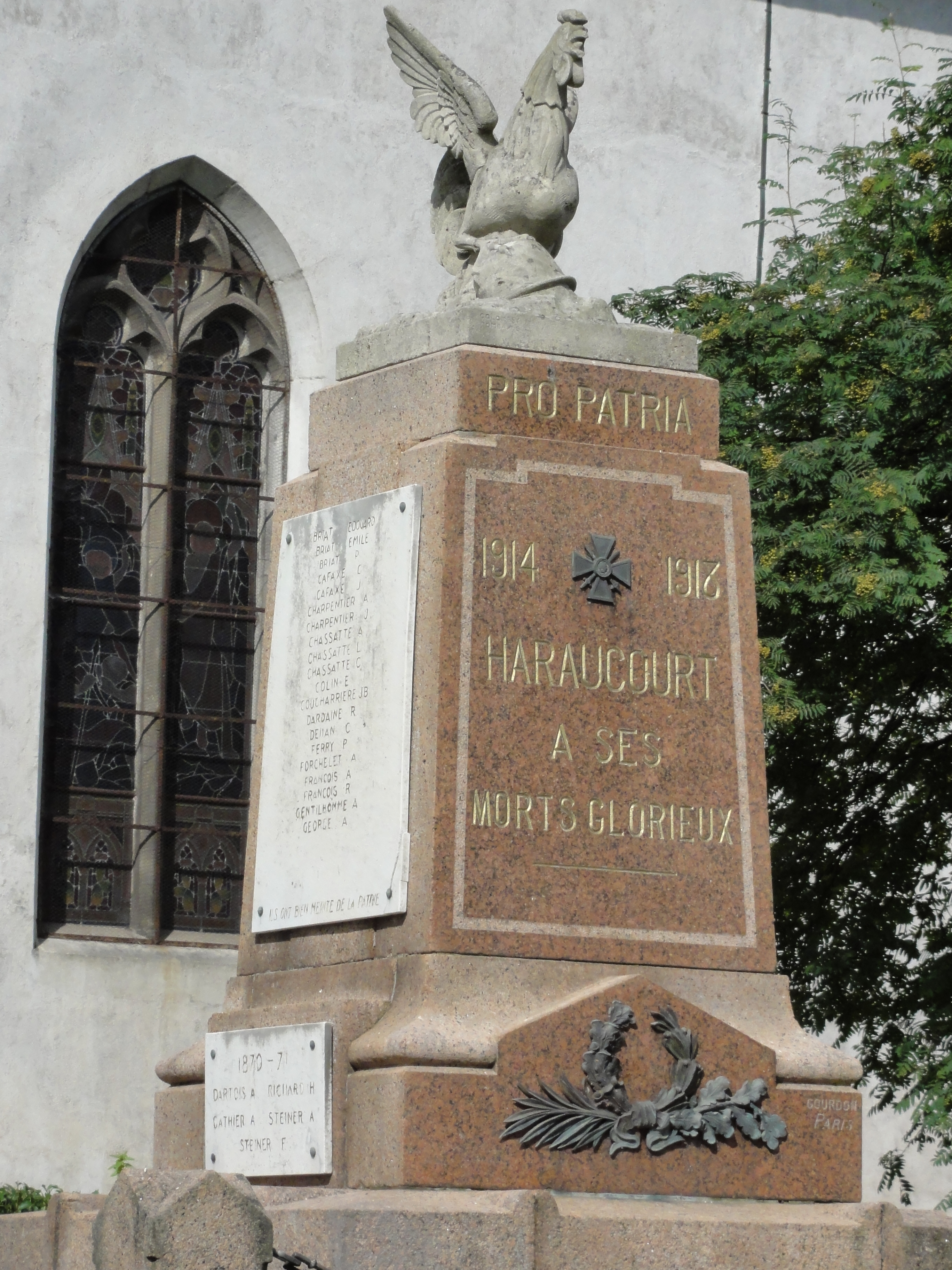
Kriegerdenkmal

## Persönlichkeiten
- Louis de Haraucourt, ab 1430 Bischof von Verdun
- Guillaume de Haraucourt, ab 1456 Bischof von Verdun (als Nachfolger seines Onkels Louis)
- Elisée de Haraucourt († 1629), Gouverneur von Nancy
- Jean Appier, genannt Hanzelet (* 1596), Mathematiker und Pyrotechniker
- Jean-Joseph Chamant (1699–1768), Maler am österreichischen Hof
- Henri-François Lambert (1760–1796), General, Held der Französischen Revolution
- Jean Michel (1769–1842), romtreuer Priester und Märtyrer
- François Visine (* 1922), hochrangiger EU-Beamter, Autor